# Conducto de Volkmann
Los conductos de Volkmann son una serie de canales encontrados en el sistema estructuralmente complejo del tejido óseo compacto.
La matriz dura, que es una de las partes que componen el sistema de Havers, se caracteriza por la disposición de los osteocitos de forma concéntrica -en torno a un eje- dejando en su centro unos huecos verticales en los que discurren vasos sanguíneos y algunas terminaciones nerviosas: son los llamados "conductos de Havers". 
En este contexto se conoce como conducto de Volkmann al que recorre el hueso de forma transversal, atravesando unas laminillas óseas y comunicando entre sí los conductos de Havers antes referidos, con la cavidad medular y la superficie externa del hueso.
Por ellos también discurren vasos sanguíneos y terminaciones nerviosas.